# Méliphage à croissants
Vous lisez un « article de qualité » labellisé en 2013.
Phylidonyris pyrrhopterus
Espèce
Statut de conservation UICN

 LC  : Préoccupation mineure
Le Méliphage à croissants (Phylidonyris pyrrhopterus) est une espèce de passereaux de la famille des Meliphagidae. Le plumage est gris foncé avec des parties inférieures plus claires, des marques jaunes sur les ailes et un large croissant noir, entouré de blanc, de chaque côté de la poitrine. Le dimorphisme sexuel est faible, la femelle étant plus terne que le mâle. Les jeunes oiseaux sont similaires à la femelle, mais les marques jaune vif sont visibles sur les très jeunes mâles.
Le mâle a un cri complexe et variable, que l'on entend tout au long de l'année. Il chante sur une branche bien exposée, et peut chanter en vol durant la saison de reproduction. Le Méliphage à croissants vit dans des zones à la végétation dense comme les forêts de sclérophylles et les habitats des Alpes australiennes, ainsi que dans les landes, les parcs et les jardins. Son régime alimentaire est constitué de nectar et d'invertébrés. Il forme des couples de longue durée, qui se reproduisent au même endroit parfois plusieurs années de suite. La femelle construit le nid et s'occupe en grande partie de deux ou trois oisillons, qui deviennent indépendants environ quarante jours après la ponte. Les adultes utilisent diverses stratégies pour se prémunir des prédateurs, mais les nids sont tout de même parfois la proie des serpents, des oiseaux des genres Dacelo et Strepera ou des chats.
L'espèce est originaire du Sud-Est de l'Australie. Membre du genre Phylidonyris, le Méliphage à croissants est fortement apparenté au Méliphage de Nouvelle-Hollande (P. novaehollandiae) et au Méliphage fardé (P. niger). Deux sous-espèces sont reconnues, P. p. halmaturinus n'étant présente que sur l'île Kangourou et dans la chaîne du Mont-Lofty en Australie-Méridionale. Même si le Méliphage à croissants doit faire face à des menaces de plus en plus importantes, son aire de répartition est suffisamment vaste et sa population suffisamment nombreuse pour lui permettre d'être classé comme non menacé.

## Description

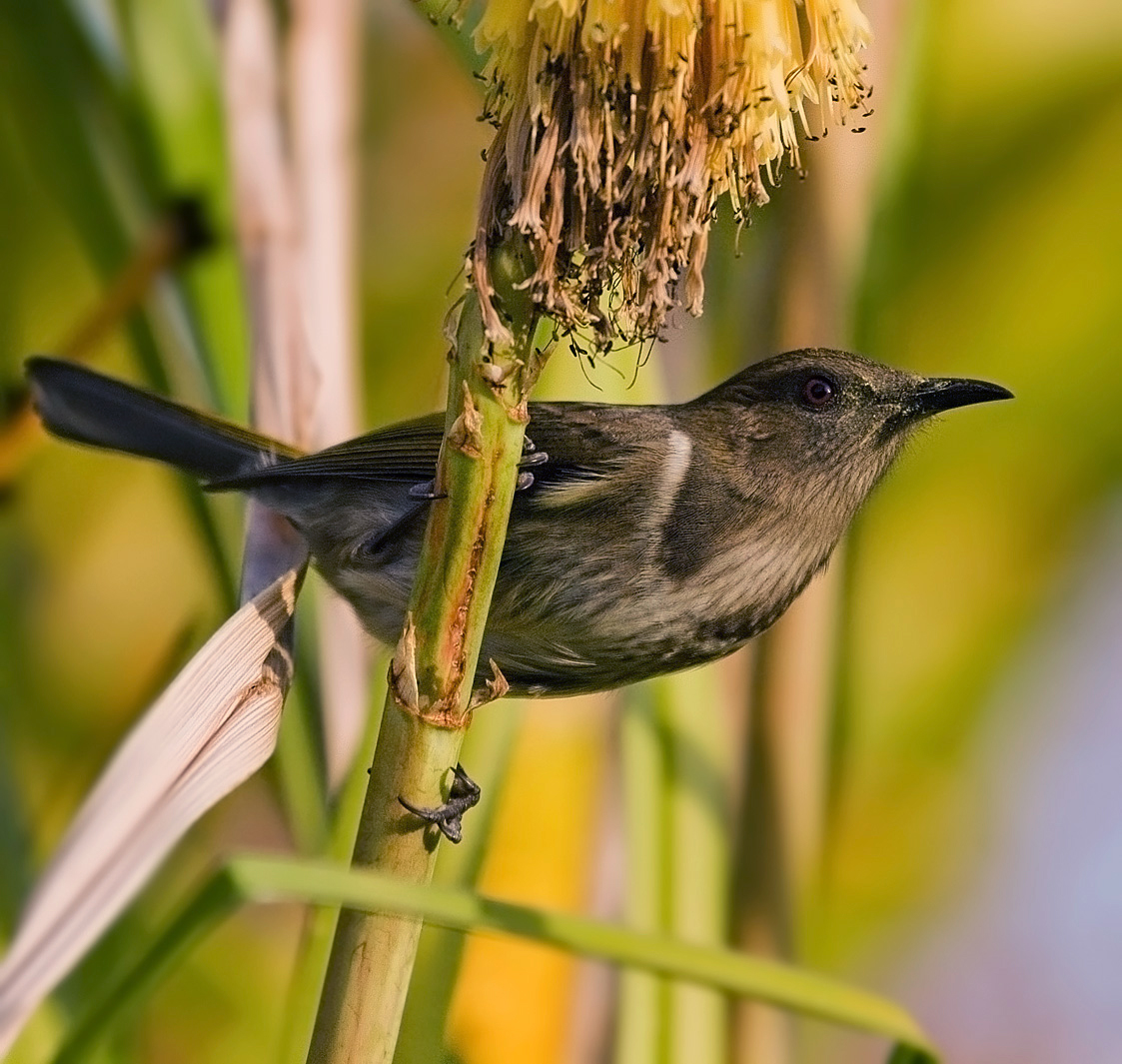
Méliphage à croissants femelle.

Le Méliphage à croissants mesure 14  à   17 cm de long, pour une envergure de 16  à   23 cm et un poids moyen de 16 g. Il y a un dimorphisme sexuel, la femelle étant globalement plus pâle que le mâle. Le mâle est gris foncé avec des marques jaune clair sur les ailes, de larges croissants noirs sur fond blanc de chaque côté de la poitrine, et un trait blanc au-dessus des yeux. L'extrémité de la queue est noire, avec des plumes à la bordure jaune qui forment un motif jaune caractéristique sur les côtés de la queue, seulement visible en vol. Les parties inférieures sont brun-gris pâle tirant sur le blanc. La femelle est plus terne, brun olive avec des marques jaune délavé sur les ailes, et avec les mêmes marques en forme de croissant mais moins nettes. Les animaux des deux sexes ont des pattes gris foncé, des yeux rubis et un long bec noir incurvé vers le bas. L'intérieur du bec est également noir. Les jeunes ressemblent fortement aux adultes, bien que leurs marques soient moins visibles. Ils ont un bec gris foncé, des yeux bruns plus ternes et l'intérieur de leur bec est jaune. Les jeunes mâles peuvent se reconnaître facilement grâce aux marques jaunes sur les ailes qui sont plus nettes que chez les femelles, et visibles à partir de l'âge de 7 jours. On connaît mal le fonctionnement de la mue chez cette espèce, qui semble remplacer ses rémiges primaires entre octobre et janvier.
Les deux sous-espèces se ressemblent fortement, mais la femelle de la sous-espèce halmaturinus a un plumage plus pâle que celui de la sous-espèce type, et les mâles comme les femelles ont des ailes et une queue plus courtes et un bec plus long. La population de halmaturinus de l'île Kangourou a par ailleurs des ailes plus courtes et un bec plus long que celle du Mont-Lofty, contrairement aux règles d'Allen et de Bergmann concernant les animaux insulaires.

## Écologie et comportement

### Cri
Le Méliphage à croissants a une grande diversité de cris et de chants. Une étude a répertorié un cri d'alarme semblable à celui du Méliphage de Nouvelle-Hollande, divers cris de contact monosyllabiques ou trisyllabiques, et des chants complexes et variés. Le cri de contact le plus courant est rapporté comme un fort e-gypt dans la littérature anglophone tandis que son cri d'alerte est un rapide chip-chip-chip. Le mâle a également un chant mélodieux que l'on entend tout au long de l'année, à tout moment de la journée. La structure de ce chant inclut un sifflement et un cri en deux notes. Le chant du mâle est émis à partir d'une branche bien exposée ou dans la canopée, et il peut également chanter en vol durant la saison de reproduction. Quand la femelle est sur son nid et le mâle non loin, ils émettent des notes douces tel un chuchotement.

### Alimentation

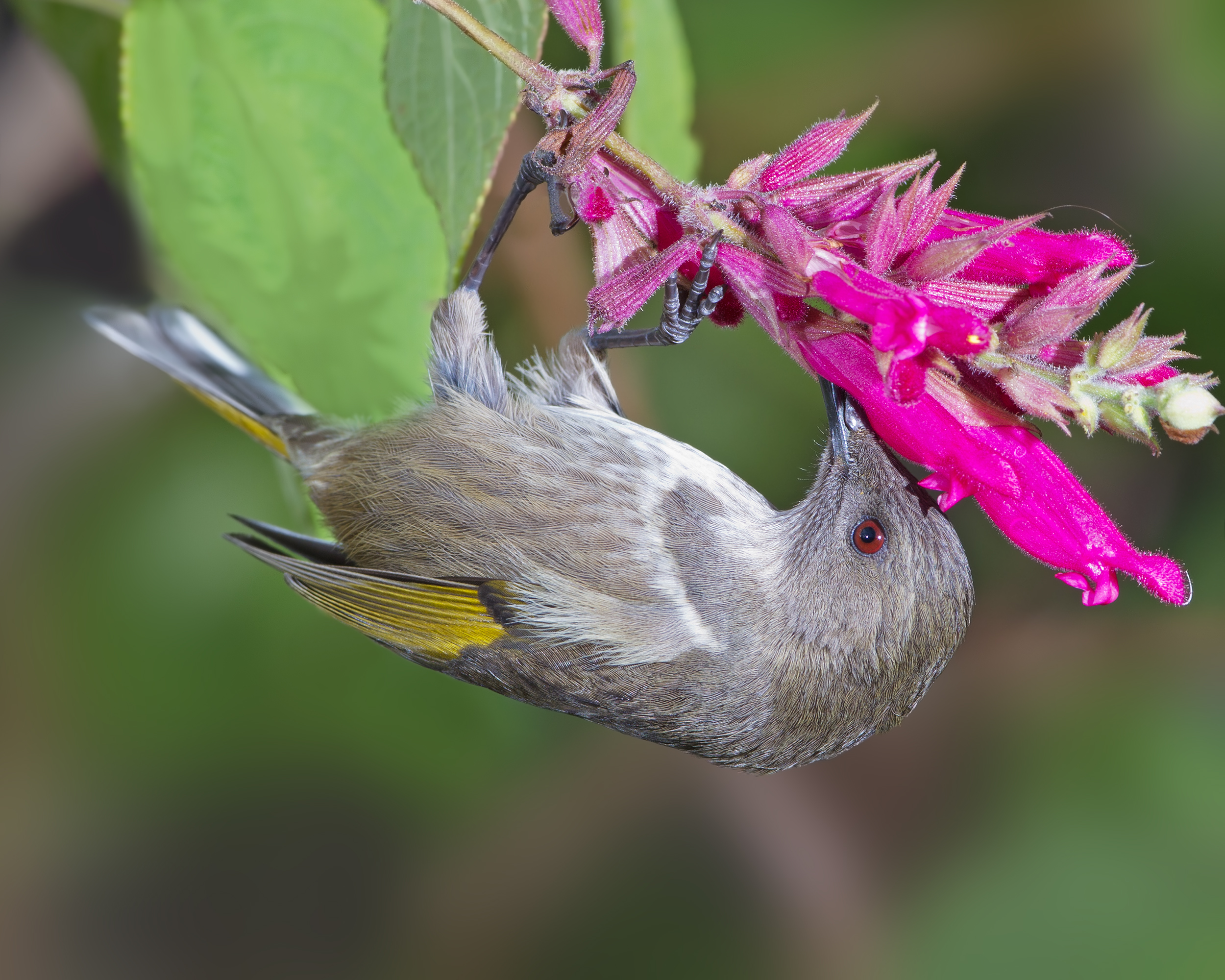
Femelle se nourrissant de nectar.

Le Méliphage à croissants est arboricole, se nourrissant principalement de nectar, de fruits et de petits insectes dans le feuillage et les fleurs des sous-bois et de la canopée. Il a été observé s'alimentant de miellat de Psyllidae, de Coccidae et d'Eriococcidae. Il se nourrit essentiellement en visitant les fleurs et en prélevant le nectar, et en fouillant dans le feuillage et l'écorce à la recherche d'insectes, qu'il peut aussi attraper au vol. Se nourrissant généralement seul ou en couple, il a également été observé en groupes importants dans certains endroits où la nourriture est abondante. Une étude dans une forêt près de Hobart en Tasmanie a montré que le Méliphage à croissants avait un régime essentiellement composé d'insectes lors de la saison de reproduction, mais que le nectar devenait une composante majeure de son alimentation au fur et à mesure que les plantes fleurissaient. Les insectes consommés sont notamment des hétérocères et des diptères. Il passe deux tiers de son temps à les chercher sur le tronc des arbres et un tiers du temps dans le feuillage. En Tasmanie, il apprécie notamment les fleurs de l'Eucalyptus commun (Eucalyptus globulus) qui apparaissent au printemps pendant la saison de reproduction. La floraison de Grevillea victoriae pendant l'été à l'étage subalpin des Snowy Mountains attire également un grand nombre d'oiseaux. Le Méliphage à croissants recherche très activement sa nourriture quand elle est présente en quantité et, quand il se nourrit d'Astroloma conostephioides, il visite en moyenne 34 fleurs par minute. Parmi les autres plantes dont il visite les fleurs, on compte diverses espèces de Banksia, les Telopea, des fleurs tubulaires des genres Astroloma, Epacris et Correa, des guis du genre Amyema et des eucalyptus dans la chaîne du Mont-Lofty en Australie-Méridionale. Dans la forêt de Bondi, il a également été observé se nourrissant sur diverses espèces d'arbustes ou d'arbres tels que Persoonia confertiflora, Lomatia ilicifolia, Oxylobium arborescens, Acacia dealbata et Bursaria spinosa. Des différences locales sont observées dans sa consommation de fleurs en Australie-Méridionale. Ainsi les populations de l'île Kangourou se nourrissent plus souvent sur les fleurs d'Adenanthos que les oiseaux de la Péninsule Fleurieu, ces derniers préférant les bourgeons d'eucalyptus et visitant une plus grande diversité de plantes.

### Reproduction

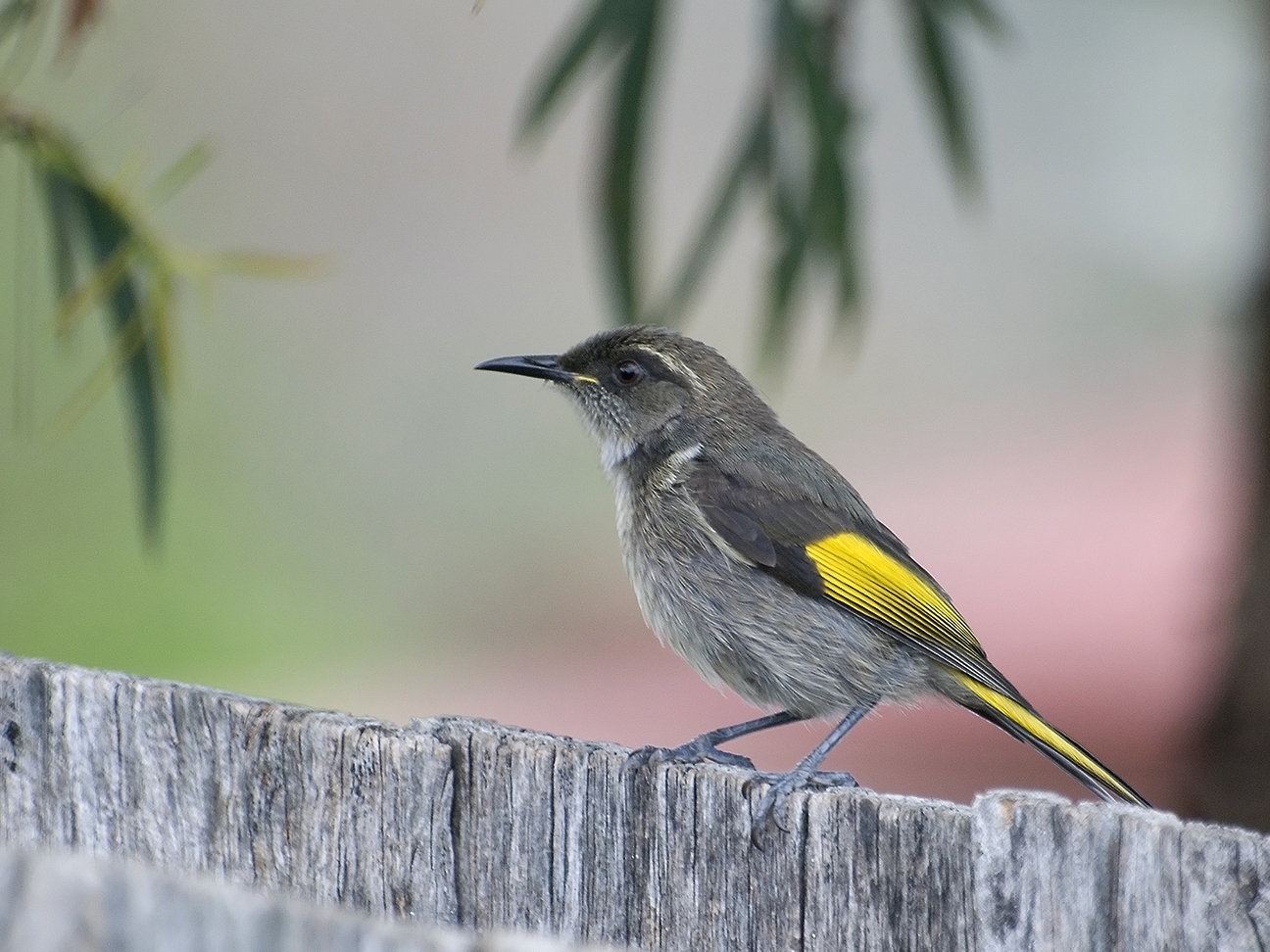
Un jeune mâle en Tasmanie, Australie.

Les Méliphages à croissants sont territoriaux durant leur période de reproduction. Celle-ci n'est pas très précise, mais les ébats sexuels et l'élevage des jeunes ont généralement lieu entre juillet et mars, les couples restant sur le territoire à la fin de saison et pouvant y revenir nicher plusieurs années de suite. Ainsi, des oiseaux bagués ont été retrouvés à proximité du nid dans lequel ils avaient été élevés, et une femelle a été recapturée au même endroit où elle avait été baguée presque dix ans plus tôt. Le couple niche seul, ou en formant de petites colonies avec des nids espacés d'une dizaine de mètres. Le mâle défend le territoire, qui est utilisé pour se reproduire mais aussi pour collecter la nourriture, et il indique sa présence par son chant. Durant la parade nuptiale, le mâle chante pendant son vol, appelant sa partenaire.

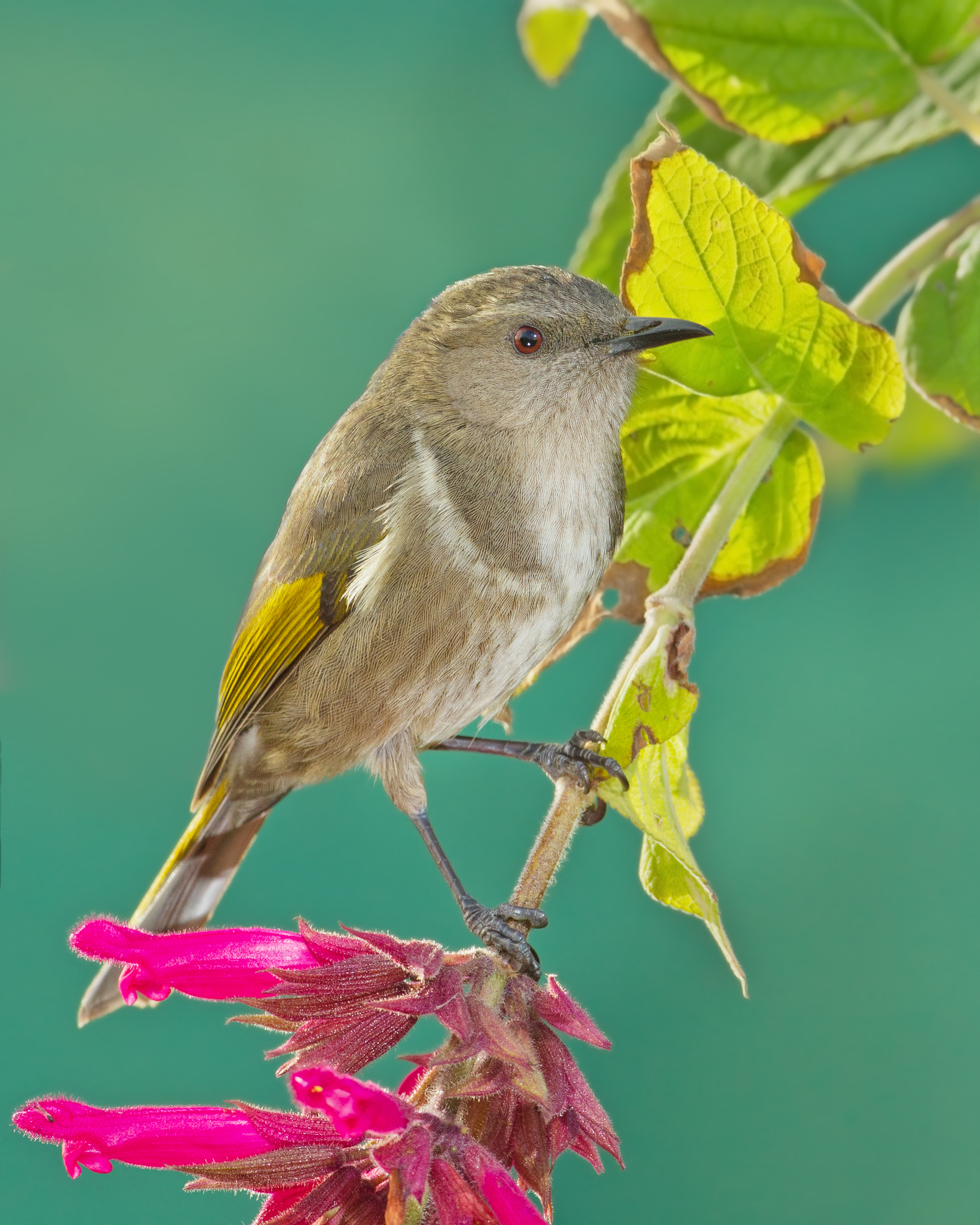
Femelle en Tasmanie.

La femelle construit le nid à la limite du territoire, le plus souvent près de l'eau, bas dans les buissons. Il est profond, en forme de coupe, volumineux et fait de toiles d'araignées, d'écorce, d'herbe, de brindilles, de racines et d'autres matières végétales. Il est tapissé d'herbes, de duvet, de mousse et de poils. L'oiseau utilise aussi souvent de longues bandes d'écorce de certains eucalyptus (dont les « stringybarks » et les « messmates »). La couvée comprend 2 ou 3, parfois 4 œufs, mesurant 19 mm sur 15 mm. Ces œufs sont rose pâle, parfois teintés de chamois, avec des taches de couleurs lavande et noix. La couleur de fond est plus sombre à l'extrémité la plus large. La femelle couve les œufs, mais les deux parents nourrissent les oisillons et retirent les sacs fécaux, même si la femelle a un rôle prédominant dans ces tâches. Les jeunes oiseaux sont nourris d'insectes, notamment de mouches qui constituent une grande partie des aliments régurgités selon une étude portant sur ce sujet. La période d'incubation est de 13 jours, et les jeunes prennent leur envol encore 13 jours plus tard. Les parents nourrissent les oisillons pendant environ deux semaines après qu'ils ont pris leur premier envol, mais les jeunes ne restent pas longtemps sur le territoire des parents. Ils sont complètement indépendants dans les 40 jours suivant la ponte.
Les adultes utilisent diverses stratégies pour se prémunir des prédateurs. Ainsi, il arrive à la femelle de rester sur le nid immobile malgré une menace proche. Au contraire, l'un ou l'autre des deux parents peut essayer d'attirer l'attention du prédateur éventuel et ainsi l'écarter du nid. Il arrive aussi à la femelle de voler rapidement vers l'intrus pour le chasser, et les deux oiseaux émettent un cri puissant lorsqu'un Dacelo, un serpent-tigre ou un réveilleur approche. Les nids du Méliphage à croissants sont généralement placés bas dans les buissons, ce qui rend les oiseaux et leurs oisillons vulnérables à la prédation par les serpents. Cependant, les chats domestiques ou sauvages sont les prédateurs les plus enclins à s'attaquer à l'espèce.
Les couples de Méliphages à croissants sont unis à long terme, mais malgré leur comportement majoritairement monogame, ils peuvent occasionnellement s'accoupler avec d'autres oiseaux. Une étude a révélé que seulement 42 % des oisillons d'une femelle étaient engendrés par le partenaire mâle l'aidant à garder le nid, bien que celui-ci défende son territoire.

## Répartition et habitat

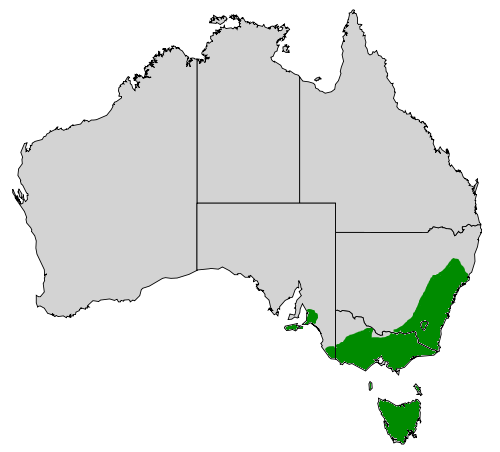
Aire de répartition du Méliphage à croissants en Australie.

Des populations dispersées de Méliphage à croissants ont été répertoriées dans les Central Tablelands, la Mid North Coast et dans la vallée Hunter en Nouvelle-Galles du Sud, et l'espèce est bien répandue dans cette région au sud du parc national de Dharug et à l'est de Bathurst. Dans le Victoria, il est très répandu au sein d'une zone s'étendant de la frontière avec la Nouvelle-Galles du Sud jusqu'à Wallan au sud-ouest, avec quelques populations parsemées plus à l'ouest. Il est très courant en Tasmanie, excepté dans la partie nord-est de l’État où sa présence est plus rare. Dans le Sud-Est de l'Australie, il se cantonne aux forêts sclérophylles, où des populations isolées sont répertoriées dans la chaîne du Mont-Lofty et sur l'île Kangourou. Il lui arrive de sortir de son aire de répartition habituelle, en réponse à la modification de son habitat. Les densités de populations observées sur le terrain varient entre 0,3 oiseau par hectare près d'Orbost, et 8,7 couples par hectare dans la forêt de Boola Boola, également dans l'État de Victoria.

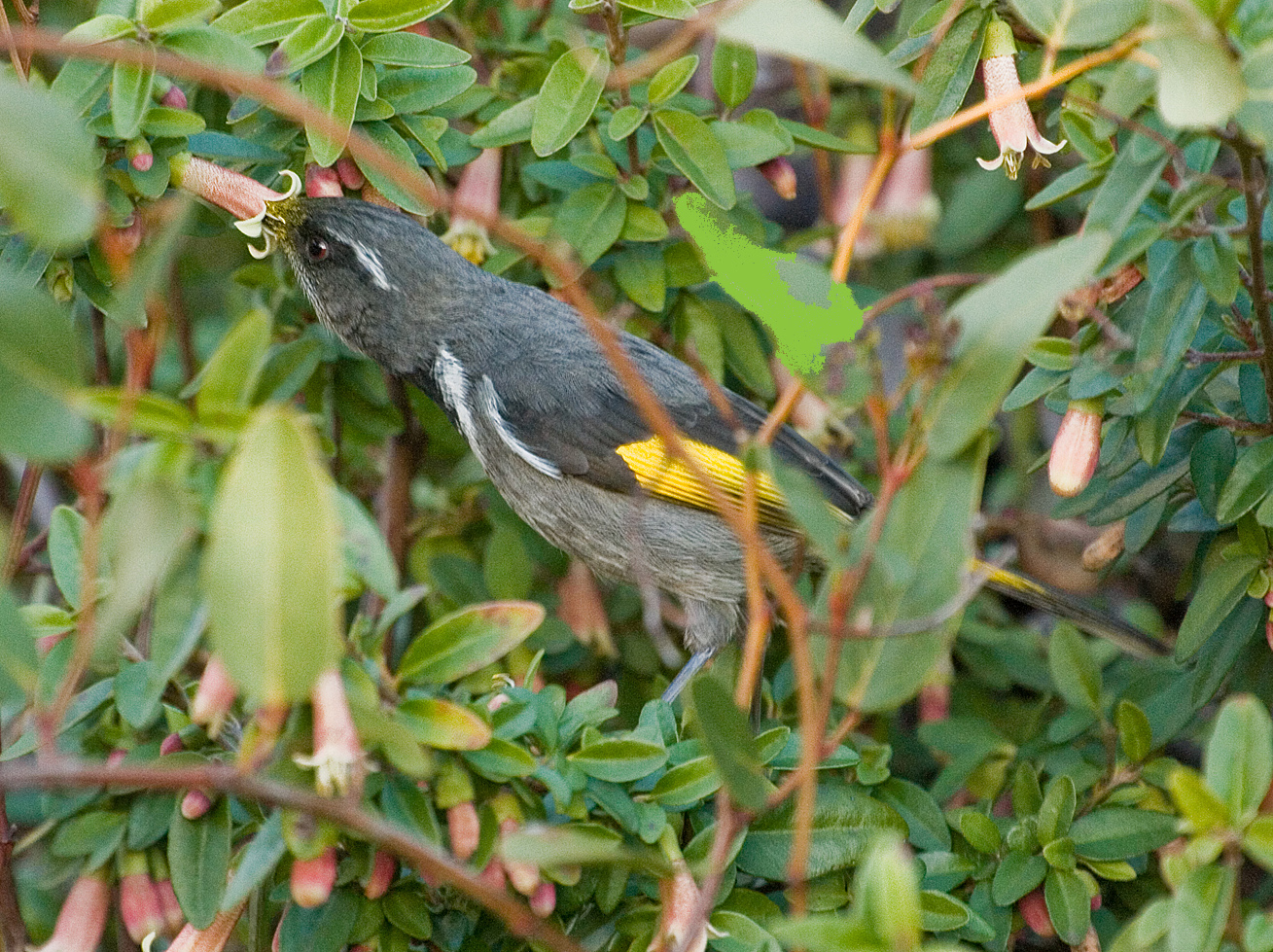
Un Méliphage à croissants s'alimentant dans un buisson de Correa.

Bien que le Méliphage à croissants occupe une grande diversité d'habitats incluant les landes côtières, la forêt tropicale, les forêts sclérophylles, les forêts de montagne, les ravins humides ou les épais buissons de Melaleuca sp., ils affichent une préférence pour les milieux à la végétation dense. Il a souvent été aperçu dans des forêts sclérophylles humides dominées par les eucalyptus, et avec un sous-bois composé de buissons comme Acacia melanoxylon, Acacia dealbata, les Cassinia, les Prostanthera et les Correa. À des altitudes supérieures, il apparaît dans les landes alpines et les forêts aux eucalyptus chétifs et de conifères.
Les déplacements du Méliphage à croissants au sein de son aire de répartition sont mal connus. Il semble que les populations vivant en montagne migrent à une altitude moins élevée durant les mois les plus frais, mais qu'une partie de la population demeure strictement sédentaire. Dans le sud de la Tasmanie, on observe une migration en automne et en hiver vers les plaines côtières, et il n'est alors pas rare de rencontrer ce méliphage dans les parcs et les jardins des particuliers. C'est également le cas à Gippsland, et le long des Central et South Coast en Nouvelle-Galles du Sud. Dans la région de Sydney, certains oiseaux en provenance des montagnes Bleues viennent dans la ville passer la saison froide, quand d'autres restent en montagne toute l'année. On l'aperçoit dans les étages alpins et subalpins des Snowy Mountains uniquement pendant les mois les plus chauds de l'année (d'octobre à avril). D'autres populations de Méliphage à croissants suivent un mode de vie plus nomade, suivant les ressources en nourriture, notamment dans les montagnes Bleues et dans certaines parties du Victoria.

## Taxinomie et systématique
Le Méliphage à croissants a été décrit pour la première fois par l'ornithologue John Latham en 1801 sous le protonyme de Certhia pyrrhoptera, du fait de sa ressemblance avec les grimpereaux du genre Certhia. Il est par la suite décrit sous les noms de Certhia australasiana par George Shaw en 1812, Melithreptus melanoleucus par Louis Jean Pierre Vieillot en 1817 et de Meliphaga inornata par John Gould en 1838, autant de binômes aujourd'hui considérés comme synonymes de Phylidonyris pyrrhopterus. Le nom générique vient du terme français phylidonyre, lui-même issu des termes latins phyledon signifiant « méliphage » (« qui se nourrit de miel ») et Cinnyris, un genre d'oiseaux de la famille des Nectariniidae auquel on pensait qu'il appartenait. Le nom spécifique vient du grec pyrrhos, signifiant « feu », et pteron, signifiant « aile », en référence aux marques jaunes sur ses ailes. Certains ouvrages décrivent l'espèce sous le nom binomial de Phylidonyris pyrrhoptera, mais le nom de genre est masculin et pyrrhopterus est l'appellation correcte.
Selon le Congrès ornithologique international et Alan P. Peterson il existe deux sous-espèces :
- Phylidonyris pyrrhopterus pyrrhopterus (Latham, 1802) dans le Sud-Est de l'Australie et en Tasmanie ;
- Phylidonyris pyrrhopterus halmaturinus (A. G. Campbell, 1906) sur l'île Kangourou et dans la chaîne du Mont-Lofty, au centre Sud de l'Australie[1].

Une récente étude moléculaire a montré que les espèces qui lui étaient le plus apparentées sont le Méliphage de Nouvelle-Hollande et le Méliphage fardé, les trois formant le genre Phylidonyris. Des analyses ADN ont montré que les méliphages étaient apparentés aux Pardalotidae, aux Acanthizidae et aux Maluridae au sein d'une vaste super-famille des Meliphagoidea.
Le Méliphage à croissants a divers noms vernaculaires anglais, le désignant comme « Egypt Honeyeater » (en référence à son cri décrit comme un e-gypt) ou « Horseshoe Honeyeater » (Méliphage fer à cheval, en raison des motifs sur sa poitrine). Gould l'appelait « Tasmanian Honeyeater » (« méliphage de Tasmanie »).

## Menaces et mesure de protection
Bien que la taille de la population et de l'aire de répartition soient suffisantes pour que le Méliphage à croissants soit répertorié comme de préoccupation mineure sur la liste rouge de l'UICN, les effectifs avaient fortement évolué au cours des vingt-cinq années précédant 2001 et semblaient alors en déclin. Les menaces qui pèsent sur le Méliphage à croissants comprennent la destruction de son habitat. Les forêts alpines dans lesquelles il se reproduit ont été réduites par les infestations de mauvaises herbes, de graves feux de broussaille, la sécheresse et le défrichement. La dépendance du Méliphage à croissants à son partenaire au sein des couples unis pour la vie fait que le succès reproducteur peut être compromis par la mort d'un des deux partenaires ou par la destruction du territoire de nidification habituel. L'afflux d'oiseaux vers les zones urbaines les soumet également à un risque accru d'accidents et de prédation. Les chats ont été observés s'attaquant à cette espèce.